# Dahvie Vanity
Jesus David Torres (* 5. September 1984 in North Carolina), besser bekannt unter seinem Künstlernamen Dahvie Vanity, ist ein US-amerikanischer Sänger, Songwriter und Musikproduzent. Er erlangte vor allem durch das Musikprojekt Blood on the Dance Floor Bekanntheit, welches er gründete und bei welchem er – zeitweise als einziges offizielles Mitglied – für Gesang und Songwriting, und seit 2018 auch für die Produktion zuständig ist. Negative mediale Aufmerksamkeit erhielt er außerdem vermehrt durch Vorwürfe sexueller Übergriffe. Er ist auch unter dem Namen Dahvie Insanity bekannt.

## Privatleben
Torres wurde am 5. September 1984 als Sohn von Puerto Ricanern in North Carolina geboren. Er stammt aus einer armen Familie und wuchs zusammen mit seiner Halbschwester in einem Trailer Park auf. 2017 sprach Torres erstmals darüber, unter Depressionen und Suizidgedanken gelebt zu haben. Dahvie Vanity war ab 2017 mit seiner Bandkollegin Fallon Vendetta verlobt. 2019 trennte sich das Paar.

## Musikalisches Schaffen

### Blood on the Dance Floor
Hauptartikel: Blood on the Dance Floor (Band)
Dahvie Vanity gründete nach eigener Angabe das Musikprojekt Blood on the Dance Floor im Jahre 2006. Die erste Besetzung bestand neben ihm aus seinen Freunden Christopher Mongillo und Rebecca Fugate. 2008 veröffentlichte die Band in dieser Konstellation ihr erstes Album Let’s Start a Riot!, vorerst noch ohne kommerziellen Erfolg. Fugate erlebte die Veröffentlichung des Albums jedoch nicht mehr, da sie zuvor bei einem Autounfall starb. Nach dem Ableben Fugates und dem Ausstieg Mongillos während der Aufnahmen für das nächste Album führte Vanity das Projekt zwischenzeitlich alleine weiter. Es wurde später Garrett Ecstasy als Begleitsänger eingestellt, der auf dem zweiten Album It’s Hard to Be a Diamond in a Rhinestone World, und den darauffolgenden EPs I Scream I Scream, Extended Play und OMFG Sneak Peak zu hören ist. Während der Tournee zur Promotion für ein kommendes drittes Album trennte sich das Duo jedoch. Nach dem Weggang Ecstasys übernahmen zeitgleich Jayy von Monroe und Matty M dessen Part, ehe auch letztgenannter nach nur einem aufgenommenen Lied die Band verließ.
Mit dem Einstieg von Monroes als gleichwertigen Leadsänger neben Vanity stellte sich auch der erste kommerzielle Erfolg der Band ein: die 2010 bzw. 2011 veröffentlichten Alben Epic und All The Rage!! konnten sich in den US Top Dance/Electronic Albums-Charts auf den Plätzen 5 und 13 beweisen. Den Höhepunkt ihrer Karriere erreichten Blood on the Dance Floor zwischen 2012 und 2013, als die zwei Studioalben (R)Evolution und Bad Blood, sowie die EP The Anthem of the Outcast in den US-amerikanischen Billboard 200-Charts auf die Plätze 42, 137 und 140 gelangen konnten. Das darauffolgende, 2014 erschienene Studioalbum Bitchcraft konnte an die Erfolge nicht mehr anknüpfen und sich lediglich in den Dance-Charts auf Nummer 18 positionieren. Bei allen danach erschienenen Werken blieb ein Charterfolg aus.
2016 stieg Jayy von Monroe aus dem Projekt aus, worauf dieses vorerst beendet wurde. Bereits 2017 gründete Vanity Blood on the Dance Floor zusammen mit der Sängerin Fallon Vendetta allerdings erneut und es folgten drei weitere Studioalben mit dieser, ehe auch sie das Projekt 2019 verließ. Das zwölfte und letzte Album der Band, Hollywood Death Star, nahm Vanity als alleiniges Mitglied auf. Danach wurde das Projekt offiziell beendet.
Dahvie Vanity ist das einzige Bandmitglied, das auf allen Werken von Blood on the Dance Floor zu hören ist.

### Master of Death
Im Jahre 2015 beschlossen beide damaligen Bandmitglieder von Blood on the Dance Floor, jeweils ein Soloalbum zu veröffentlichen. Es entstanden Jayy von Monroes Album 10 CMD unter dem Namen JayyVon sowie Dahvie Vanitys gleichnamiges Album unter dem Pseudonym Master of Death. Es handelt sich dabei um ein Konzeptalbum über den Kampf des gutartigen Skull Kid gegen die böse Macht Ultima. Dahvie Vanity übernahm mit verschiedenen Stimmeffekten versehen beide Hauptrollen; weitere Parts wurden von Jayy von Monroe und Kerry Louise eingesungen. Der Klang des Albums ist stark vom Dubstep-Genre geprägt und enthält teilweise unkonventionellere Songstrukturen als auf den Blood on the Dance Floor-Alben. 2017 veröffentlichte Vanity zusammen mit seiner Verlobten und Blood on the Dance Floor-Bandkollegin Fallon Vendetta eine weitere Single als Master of Death namens Otherside of Fear, welche die Geschichte des Albums weitererzählt. Das Lied war später auf dem Blood on the Dance Floor-Album Haunted enthalten.

### Sinners are Winners
Nach der Auflösung von Blood on the Dance Floor im Jahre 2016 beschloss Dahvie Vanity, sich in Dahvie Insanity umzubenennen und ein neues Musikprojekt namens Sinners are Winners ins Leben zu rufen. Dieses unterschied sich von der vorangegangenen Musik insbesondere durch einen harten, düsteren Industrial-Metal-Klang und eine vom Satanismus geprägte Ästhetik. Unter diesem Namen erschienen die zwei Studioalben For Beginners und The Invocation in den Jahren 2016 und 2017. Wie bei Master of Death erschien auch eine mit Fallon Vendetta aufgenommene Sinners are Winners-Single, World of Secrets, die später auf Haunted zu finden war.

### Kawaii Monster
2019 kündigte Vanity an, Hollywood Death Star, das zwölfte Studioalbum von Blood on the Dance Floor, würde deren letztes sein. Noch während der Promophase für dieses veröffentlichte der Musiker unter dem Pseudonym Kawaii Monster (benannt nach dem gleichnamigen neunten Blood on the Dance Floor-Album) die 4 Songs starke EP Poison Love. Ab dem 29. November 2019 konnte man im offiziellen Shop des Künstlers das erste und einzige Kawaii Monster-Album Love From Hell als CD bestellen; am 21. Februar 2020 erschien es auch auf bekannten Streamingplattformen. Später erschien noch die EP The Balance. Die Musik dieses Pseudonyms kann man als poplastigere Version des Industrial Rock von Sinners are Winners bezeichnen.

### The Most Vivid Nightmares
Bereits im Jahre 2020 legte Vanity das Pseudonym Kawaii Monster wieder ab und nannte sich fortwährend The Most Vivid Nightmares. Unter diesem Namen veröffentlicht er Musik im Pop- und Pop-Rock-Gewand, die zumeist fantastische oder okkulte Themen aufweist.

## Musikalischer Stil
Der musikalische Stil Dahvie Vanitys umfasst ein breites Spektrum. Alleine die unterschiedlichen Blood on the Dance Floor-Alben weichen oftmals stark voneinander ab. So sind die EPs The Anthem of the Outcast und Cruel Pornography von harten Metalcore-Klängen geprägt, während Epic deutliche Techno-, teils sogar Eurodance-Elemente beinhaltet. Master of Death, wie auch die Blood on the Dance Floor-Alben Bad Blood und Bitchcraft, setzen auf eine elektronische Dubstep-Untermalung, die von Bass Drops geprägt ist; das Sinners are Winners-Projekt besteht zur Gänze aus Industrial-Metal-Musik. Dahvie Vanitys Gesangsstil setzt sowohl auf einen klaren Stimmvortrag als auch auf Screamo; außerdem ist er auf vielen Liedern rappend zu hören. Seine Stimme ist dabei oft mit verschiedenen Effekten verzerrt.
Die Texte Dahvie Vanitys waren in den Anfangsjahren stark von explizit sexuellen Inhalten und provokativer Brutalität geprägt, wobei oftmals eine aus dem Hip-Hop bekannte Selbstdarstellung vorzufinden war. Später erweiterte er sein Spektrum und nahm sich zunehmend ernsteren Themen wie Mobbing, Suizid, Weltschmerz, Depressionen oder dem kommerziellen und oberflächlichen Charakter des Mainstreams an. Als sich im Laufe seiner Karriere die Skandale und damit verbunden emotional aufgeladene, negative Kritik um den Sänger häuften, verarbeitete er diese auch in seinen Texten.

## Missbrauchsvorwürfe und andere Kontroversen
Dahvie Vanity wurde mehrfach ein aggressiv sexuelles Verhalten unterstellt, welches in einigen Fällen bis hin zu Vorwürfen des sexuellen Missbrauchs und der Verführung Minderjähriger reicht. Als Reaktion darauf wurden mehrere Social-Media-Kanäle und Blogs, die versuchen, die Schuldfrage Vanitys zu klären und sich intensiv und emotional mit dem Fall auseinandersetzten, errichtet. Neben Gruppen, die sich gegen den Sänger aussprechen und negative Erfahrungsberichte sammeln, existieren dabei auch unterstützende, die sich auf positive Erlebnisse mit dem Musiker fokussieren. Die Debatte galt jahrelang als umstritten, da sich auf der einen Seite viele Indizien und mehrere belastende Berichte, andererseits aber keine stichhaltigen Beweise finden konnten und einige Personen, die sich gegen den Sänger aussprachen, später ihre Aussagen revidierten. Einen der ersten und bekanntesten Fälle stellt die damals elfjährige Jessi Slaughter dar. Als sie 2010 behauptete, mit Torres geschlafen zu haben, erregte dies heftige, emotionale Reaktionen sowohl gegen den Sänger als auch gegen sie selbst. Ein Jahr später gab Slaughter an, die Geschichte erfunden zu haben und entschuldigte sich bei der Band. Der ehemalige Sänger und heutige Makeuphersteller Jeffree Star, der in der Vergangenheit mit Blood on the Dance Floor kollaborierte, schrieb 2010 auf seinem Twitter-Account, Augenzeuge von Vanitys Verführung Minderjähriger geworden zu sein und die Zusammenarbeit mit dem Musikprojekt zu beenden, und rief Fans auf, sich zwischen den beiden zu entscheiden. Dennoch tweetete Star drei Jahre später, Vanity wie einen Bruder zu lieben, pries die langjährige Freundschaft mit der Band an und trat auf der 2014 erschienenen Blood on the Dance Floor-Single Poison Apple als Gastsänger auf. Bekannt ist, dass Dahvie Vanity einmal wegen sexuellen Missbrauchs angezeigt, allerdings nicht verurteilt wurde.
Die Band New Years Day, die 2012 als Gast auf der Blood on the Dance Floor-Single Hell on Heels (Givin’ In To Sin) zu hören war, nannte in ihrem Kommentar zum Rausschmiss aus dem Line-Up der The Scene is Dead-Tour ihren Widerstand gegen Mobbing seitens Vanitys Band als Grund für selbigen. Erst 2019 gab die Sängerin der Band, Ash Costello, an, dass es bei dem Zerwürfnis um Dahvie Vanitys Übergriffe gegen Frauen ging. Sie hielt sich damals bedeckt, da es ihrer Ansicht nach in Zeiten vor der MeToo-Bewegung wahrscheinlicher war, dass dem Musiker eher als den Opfern geglaubt wird. Sie kritisiert weiters die Polizei dafür, ihrer Anzeige gegen Vanity nicht nachgegangen zu sein, sowie die Fans von Blood on the Dance Floor, sie nach ihrer Distanzierung von der Band attackiert zu haben.
Im Dezember 2018 begann die Huffington Post mit der Veröffentlichung einer Reihe von ausführlichen Artikeln, die sich mit den Vorwürfen gegen Vanity auseinandersetzt und mehrere Frauen, die sich von dem Sänger belästigt oder vergewaltigt fühlten, zu Wort kommen lässt. Insgesamt haben sich 21 Frauen, 16 davon zum Zeitpunkt der Zwischenfälle unter 18 Jahren, gegen ihn geäußert. In einem der Berichte charakterisiert die Zeitung den Musiker anhand wiederholter Aussagen als einen manipulativen Mann, der es durch seine scheinbar herzliche und charmante Art schafft, in seinen Opfern Zweifel aufkommen zu lassen, ob überhaupt Missbräuche vorlägen. Unmittelbar nach den Taten würde er den Umgang auf freundschaftlicher Basis so natürlich fortführen, als wäre nichts geschehen, und sie auf diese Weise dazu bringen, nicht gegen ihn auszusagen, und sich stattdessen zu fragen, ob sie selbst überreagiert hätten. Auf diese Weise hätte er auch das Vertrauen der Eltern der Opfer gewinnen können, sodass sie sich keine Sorgen um die augenscheinlich platonische Beziehung zu dem zumeist deutlich älteren Sänger gemacht hätten. Auf Anfrage der Zeitung, die im Zuge der Kampagne gegen Vanity getätigt wurde, nahm Spotify die Musik Blood on the Dance Floors komplett aus ihrem Repertoire. Der bekannte Musikstreamingdienst gab jedoch an, dass die Texte der Band nicht den Richtlinien der Webseite entsprachen und die Lieder alleine aus diesem Grund gelöscht wurden. Aufgrund der wiederholten Berichterstattung der Huffington Post und der Spotify-Kontroverse wurden auch andere namhafte Medien auf die Skandale des Sängers aufmerksam, die sich zuvor nicht für den Musiker interessierten, und sich nun ebenfalls der Thematik annahmen.
Kritisiert wurde Dahvie Vanity in der Vergangenheit auch für sein Temperament und sein respektloses Verhalten gegenüber anderen Musikern. Die Sängerin Lady Nogrady, die auf dem auf YouTube meist aufgerufenen Song von Blood on the Dance Floor, Bewitched, zu hören und in dessen Musikvideo zu sehen ist, sprach sich in einem emotionalen Kommentar gegen den Charakter des Sängers aus und fühlte sich von ihm ausgenutzt. In seinem Statement zur Trennung der Band im Jahre 2016 unterstellte Jayy von Monroe seinem ehemaligen Bandkollegen eine totalitäre Attitüde und eine ausbeuterische Taktik ihm gegenüber. So hätte er ihn durch Verwaltung eines gemeinsamen Vermögens von ihm abhängig gemacht, und für wenig Lohn viel Arbeit, unter anderem nahezu das komplette Songwriting des Albums Scissors, verlangt. Außerdem hätte Vanity die Behandlung von Jayy von Monroes HIV-Erkrankung hinter einer geplanten Tournee angestellt.
2020 führte die ehemalige Verlobte und Bandkollegin Vanitys Fallon Vendetta ein Interview mit der Webvideoproduzentin Belle Aubrey, indem sie ihre Beziehung mit dem Sänger darlegt. In diesem beschreibt sie ihn als manipulativen Gaslighter, der in ihr Selbstzweifel auslöste und sie zudem sowohl mit der musikalischen Zusammenarbeit als auch mit der Verlobung überrumpelte. So sollte Letztere ursprünglich lediglich als ein PR-Gag für den japanischen Markt geplant gewesen sein, ehe Vanity tatsächlich einen Antrag vollführte. Sie sagte zudem aus, dass sie nicht das Gefühl hatte, Vanity hätte tatsächliches sexuelles Interesse an ihr gehabt. Dennoch schaffte er es durch Aufmerksamkeiten, zärtliches Auftreten und eine scheinbar freundliche Art, in ihr Zuneigung zu wecken. Zusätzlich wären sämtliche Projekte von ihm unprofessionell, chaotisch und schlecht organisiert gewesen. Vanity hätte sich allerdings nie an ihren eigenen Kindern vergangen. Sie erzählte ihre gemeinsame Geschichte zudem zusammen mit unterschiedlichen anderen Gästen in zwei verschiedenen Interviews mit dem Moderator Chris Hansen erneut.

## Diskografie

### Mit Blood on the Dance Floor
- 2008: Let’s Start a Riot!
- 2008: It’s Hard to Be a Diamond in a Rhinestone World
- 2010: Epic
- 2011: All The Rage!!
- 2012: (R)Evolution
- 2013: Bad Blood
- 2014: Bitchcraft
- 2016: Scissors
- 2017: Kawaii Monster
- 2018: Haunted
- 2018: Cinema Erotica
- 2019: Hollywood Death Star

### Als Master of Death
- 2015: Master of Death

### Als Sinners are Winners
- 2016: For Beginners
- 2017: The Invocation

### Als Kawaii Monster
- 2019: Love From Hell